# Соня Сотомайор
Соня Сотомайор (англ. Sonia Sotomayor; нар. 25 червня 1954, Бронкс, Нью-Йорк) — суддя Верховного суду США з 8 серпня 2009 року.

## Біографія
Народилася в сім'ї пуерто-риканського походження. Батько помер, коли їй було 9 років. У 1976 році з відзнакою закінчила Принстонський університет, отримавши ступінь бакалавра гуманітарних наук (мистецтв), а в 1979 році закінчила Школу права Єльського університету зі ступенем доктора права. Після закінчення навчання протягом п'яти років працювала помічницею окружного прокурора в Нью-Йорку, а в 1984 році зайнялася приватною юридичною практикою.
У 1991 році Джордж Буш-старший висунув Сотомайор на посаду судді до Окружного суду Південного округу Нью-Йорка. Її кандидатура була затверджена в 1992 році. З 1998 по 2009 рік вона була суддею апеляційного суду Другого округу, де розглянула більше 3000 позовів та винесла близько 380 судових рішень.
У серпні 2009 року Сотомайор була обрана до складу Верховного суду США, ставши першою латиноамериканською суддею на цій посаді.
Політично вважається центристкою з ліберальним ухилом.
Членкиня Американської академії мистецтв і наук (2018).